# José Luis Mandros
José Luis Mandros Martínez (* 12. November 1998) ist ein peruanischer Leichtathlet, der sich auf den Weitsprung spezialisiert hat, aber auch im Sprint an den Start geht. Aktuell ist er Inhaber des Landesrekordes im Weitsprung und siegte 2022 bei den Südamerikaspielen.

## Sportliche Laufbahn
Erste internationale Erfahrungen sammelte José Luis Mandros im Jahr 2014, als er bei den Jugendsüdamerikameisterschaften in Cali mit 7,02 m den vierten Platz belegte. Im Jahr darauf belegte er bei den Juniorensüdamerikameisterschaften in Cuenca mit 6,98 m den siebten Platz und erreichte im 100-Meter-Lauf in 11,04 s Rang acht. Anschließend schied er bei den Südamerikameisterschaften in Lima mit 11,22 s über 100 Meter in der ersten Runde aus und belegte mit der peruanischen 4-mal-100-Meter-Staffel in 41,88 s den fünften Platz. 2016 wurde er bei den U23-Südamerikameisterschaften in Lima mit 7,06 m Fünfter und 2017 siegte er dann bei den U20-Südamerikameisterschaften in Leonora mit neuer Bestleistung von 7,91 m. Anschließend erreichte er bei den Südamerikameisterschaften in Luque mit 7,82 m Rang vier, wie auch bei den Panamerikanischen Juniorenmeisterschaften in Trujillo mit 7,65 m. Ende November klassierte er sich bei den Juegos Bolivarianos in Santa Marta mit 7,39 m auf dem sechsten Platz. 2018 siegte er bei den Ibero-Amerikanischen Meisterschaften in Trujillo mit einer Weite von 7,87 m.
2019 erreichte er bei den Südamerikameisterschaften in Lima mit 7,41 m den fünften Platz und anschließend wurde er bei den Panamerikanischen Spielen ebendort mit 7,56 m Neunter. Im Jahr darauf gewann er dann bei den erstmals ausgetragenen Hallensüdamerikameisterschaften in Cochabamba mit 7,72 m die Bronzemedaille hinter dem Brasilianer Alexsandro Melo und Leodán Torrealba aus Venezuela. 2021 belegte er bei den Südamerikameisterschaften in Guayaquil mit 7,86 m den fünften Platz und im Jahr darauf siegte er bei den Hallensüdamerikameisterschaften in Cochabamba mit neuem Meisterschafts- und Landesrekord von 8,17 m. Anschließend gelangte er bei den Hallenweltmeisterschaften in Belgrad mit 7,81 m auf den zehnten Platz. Im Mai belegte er bei den Ibero-Amerikanischen Meisterschaften in La Nucia mit 7,89 m auf den fünften Platz und im Juli verpasste er bei den Weltmeisterschaften in Eugene mit 7,70 m den Finaleinzug. Im Oktober siegte er dann bei den Südamerikaspielen in Asunción mit einem Sprung auf 8,07 m. 2023 gewann er bei den Südamerikameisterschaften in São Paulo mit 7,76 m die Bronzemedaille hinger dem Uruguayer Emiliano Lasa und Lucas dos Santos aus Brasilien und schied anschließend bei den Weltmeisterschaften in Budapest mit 7,53 m in der Qualifikationsrunde aus. Ende Oktober belegte er bei den Panamerikanischen Spielen in Santiago de Chile mit 7,70 m den fünften Platz. 2025 gewann er bei den Hallensüdamerikameisterschaften in Cochabamba mit 7,84 m die Silbermedaille hinter dem Kolumbianer Arnovis Dalmero und Ende April gewann er bei den Südamerikameisterschaften in Mar del Plata mit 7,73 m die Bronzemedaille hinter dem Uruguayer Lasa und Emanuel Archibald aus Guyana.
In den Jahren 2019 und 2021 sowie von 2023 bis 2025 wurde Mandros peruanischer Meister im Weitsprung.

## Persönliche Bestleistungen
- 100 Meter: 10,92 s (+0,7 m/s), 15. Mai 2015 in Lima
- Weitsprung: 8,17 m, 20. Februar 2022 in Cochabamba